# كاريكو
كاريكو (بالبرتغالية: Careaçu‏)؛ بلدية في ولاية ميناس جيرايس في المنطقة الجنوبية الشرقية من البرازيل.